# Jean Binot
Jean Binot, né le 2 août 1911 à Fleury-sur-Andelle et mort le 9 novembre 1982 à Nice, est un homme politique français.

## Biographie
Formé à l'école normale d'instituteurs de Rouen, il enseigne à l'école primaire supérieure du Havre à partir de 1933.
Adhérent de la SFIO depuis 1935, il s'engage fortement dans le militantisme et devient, en 1938, rédacteur en chef du journal socialiste local, Le Havre Socialiste. Engagé dans la résistance socialiste pendant la guerre, il est nommé en octobre 1944 dans la municipalité provisoire chargée d'administrer Le Havre.
Devenu le chef de file des socialistes havrais, il est en 1945 candidat à la mairie de la ville, mais sa liste est battue par celle de Pierre Voisin. 
Élu en octobre député à l'assemblée constituante, il conserve son mandat de député jusqu'en 1958, étant réélu à quatre reprises et devenant, à partir de 1946, le seul député socialiste du département.
A la Chambre des députés, il devient rapidement le principal spécialiste des questions scolaires pour le groupe socialiste. Il est aussi désigné pour siéger à la Haute cour de Justice.
Il se distingue par ailleurs en défendant, dès 1953 la création d'un statut d'objecteur de conscience. 
Admirateur de Pierre Mendès-France sans en être un proche, il aurait souhaité que la SFIO participe au gouvernement que celui-ci mène en 1954.
Défenseur sans état d'âme de la "troisième force" et de l'adhésion au Plan Marshall, il ne prend ses distances avec la direction socialiste qu'en votant contre le projet de Communauté européenne de défense en 1954, puis de nouveau quelques mois plus tard en s'opposant aux accords de Londres et Paris. Il est alors exclu de la SFIO, de février à juillet 1955, le congrès décidant de sa réintégration, malgré l'avis du secrétaire de la SFIO de Seine-Maritime, Georges Brutelle, qui le combat fermement dans le département, lui reprochant surtout de n'y être quasiment pas présent et de se désintéresser de l'action politique locale. 
La Guerre d'Algérie le conduit à s'éloigner plus encore de la direction du parti et de Guy Mollet qui dirige le gouvernement. Déjà, en 1955, il avait voté contre la loi instaurant l'état d'urgence, faite pour être appliquée en Algérie. En janvier 1957, il participe à la création du Comité socialiste d’études et d’action pour la paix en Algérie qui fédèrent les opposants à la politique algérienne de Guy Mollet. Il ne va cependant pas très loin dans son opposition publique, votant tous les textes proposés par le gouvernement, à l'exception de l'extension des pouvoirs spéciaux en Algérie, adoptée en juillet 1957.
Soutenant encore la ligne de la direction après le 13 mai 1958, il vote pour l'état d'urgence le 16, mais rompt lors de l'investiture de Charles de Gaulle, qu'il refuse.
En septembre 1958, logique avec lui-même, il participe à la création du Parti socialiste autonome, et fait partie de sa direction nationale.
Battu aux élections législatives où il se présente sous l'étiquette de l'Union des forces démocratiques, il obtient un poste de professeur détaché à l'Institut pédagogique national, puis prend une retraite anticipée, pour raisons de santé, en 1961.
Membre du comité national du Parti socialiste unifié lors de sa création, en 1960, du bureau national en 1961, il quitte alors la Normandie pour rejoindre la région parisienne, tout en militant dans l'Eure. Candidat PSU aux législatives de 1962 à Louviers, et 1967, il obtient 14 %, puis 17 % des voix au premier tour, mais n'est pas élu.
Après cette période, il quitte la région pour rejoindre la Côte d'azur, où il continue à militer quelque temps.

## Sources
- Marc Heurgon, Histoire du PSU, La découverte, 1994
- Dictionnaire biographique du mouvement ouvrier mouvement social, notice de Gilles Morin
- Fiche sur le site de l'Assemblée nationale